# Cojedes (delstat)

Cojedes läge i Venezuela

Cojedes flagga

Cojedes är en av Venezuelas 23 delstater (estados), belägen i den nordöstra delen av landet. Den har en yta på 14 800  km² och en befolkning på 300 300 invånare (2007). Huvudstad är San Carlos.

## Kommuner
Delstatens kommuner (municipios) med centralort inom parentes.
1. Anzoátegui (Cojedes)
2. Falcón (Tinaquillo)
3. Girardot (El Baúl)
4. Lima Blanco (Macapo)
5. Pao de San Juan Bautista (El Pao)
6. Ricaurte (Libertad)
7. Rómulo Gallegos (Las Vegas, Cojedes)
8. San Carlos (San Carlos)
9. Tinaco (Tinaco)